# Love Again (Dua Lipa)
Love Again è un singolo della cantante britannica Dua Lipa, pubblicato il 4 giugno 2021 come ottavo estratto dal secondo album in studio Future Nostalgia.

## Descrizione
Il brano è stato scritto dall'interprete in collaborazione con Clarence Coffee Jr., Chelcee Grimes e Stephen Kozmeniuk, quest'ultimo anche produttore sotto lo pseudonimo di Koz, e contiene un campionamento del brano My Woman della Lew Stone & his Monseigneur Band del 1932. Musicalmente Love Again è stata descritta dalla critica specializzata come una canzone dance pop, disco e electro. L'11 marzo 2021, durante un'intervista per i Tiny Desk Concerts, la cantante ha confermato il brano come prossimo singolo estratto dall'album.

## Video musicale
Il video musicale è stato reso disponibile su YouTube in contemporanea con l'uscita del singolo. Esso è ambientato in un rodeo e vede la cantante vestire i panni di una cowgirl che cavalca un toro meccanico ed esegue diverse coreografie, mentre alcuni pagliacci tentano di catturare un uovo gigante.

## Tracce
Testi e musiche di Dua Lipa, Clarence Coffee Jr., Chelcee Grimes, Stephen Kozmeniuk, Bing Crosby, Max Wartell e Irving Wallman.
Streaming
1. Love Again – 4:18

Download digitale – Horse Meat Disco Remix
1. Love Again (Horse Meat Disco Remix) – 5:31

Download digitale – Imanbek Remix
1. Love Again (Imanbek Remix) – 3:33

## Formazione
- Dua Lipa – voce
- Stephen "Koz" Kozmeniuk – produzione, sintetizzatore, chitarra, basso, drum machine
- Stuart Price – produzione aggiuntiva, tastiere, basso
- Lorna Blackwood – produzione vocale, programmazione
- Ash Soan – Tom-tom
- Drew Jurecka – arrangiamento archi, violino, viola, violino baritono
- Clarence Coffee Jr., Alma Goodman, Vanessa Luciano, Chelcee Grimes – cori

## Classifiche

### Classifiche settimanali
| Classifica (2020-23) | Posizione massima |
| -------------------- | ----------------- |
| Argentina            | 41                |
| Austria              | 50                |
| Belgio (Fiandre)     | 5                 |
| Belgio (Vallonia)    | 2                 |
| Bielorussia          | 103               |
| Bulgaria             | 2                 |
| Canada               | 11                |
| Croazia              | 2                 |
| El Salvador          | 10                |
| Francia              | 41                |
| Germania             | 44                |
| Grecia               | 36                |
| Irlanda              | 36                |
| Islanda              | 11                |
| Italia               | 61                |
| Kazakistan           | 113               |
| Lituania             | 36                |
| Paesi Bassi          | 21                |
| Polonia              | 2                 |
| Portogallo           | 92                |
| Regno Unito          | 51                |
| Repubblica Ceca      | 92                |
| Romania              | 24                |
| Russia               | 88                |
| Slovacchia           | 47                |
| Slovenia             | 12                |
| Spagna               | 90                |
| Stati Uniti          | 41                |
| Svizzera             | 43                |
| Ucraina              | 7                 |

### Classifiche di fine anno
| Classifica (2021) | Posizione |
| ----------------- | --------- |
| Belgio (Fiandre)  | 25        |
| Belgio (Vallonia) | 18        |
| Canada            | 51        |
| Croazia           | 24        |
| Francia           | 88        |
| Islanda           | 82        |
| Paesi Bassi       | 76        |
| Polonia           | 19        |
| Ucraina           | 94        |
| Classifica (2022) | Posizione |
| Ucraina           | 24        |
| Classifica (2023) | Posizione |
| Ucraina           | 52        |

## Date di pubblicazione
| Paese                 | Data              | Formato                      | Versione               | Note   |
| --------------------- | ----------------- | ---------------------------- | ---------------------- | ------ |
| Mondo                 | 11 settembre 2020 | Download digitale, streaming | Horse Meat Disco Remix | [ 47 ] |
| Mondo                 | 4 giugno 2021     | Streaming                    | Originale              | [ 48 ] |
| Svezia                | 4 giugno 2021     | Contemporary hit radio       | Originale              | [ 49 ] |
| Italia                | 11 giugno 2021    | Contemporary hit radio       | Originale              | [ 50 ] |
| Stati Uniti d'America | 6 luglio 2021     | Contemporary hit radio       | Originale              | [ 51 ] |
| Stati Uniti d'America | 26 luglio 2021    | Adult contemporary radio     | Originale              | [ 52 ] |